# Dressed to Kill (álbum)
Dressed to Kill es el tercer álbum de estudio de la banda estadounidense de hard rock Kiss, publicado el 19 de marzo de 1975 a través de la discográfica Casablanca Records. Su producción fue acreditada al grupo y a Neil Bogart, presidente de Casablanca, quien realizó esta labor debido a que la pésima situación económica del sello discográfico no permitía contratar a productores profesionales. El disco es además, con una duración de poco más de media hora, uno de los trabajos musicales más breves de la agrupación; de hecho, la canción más extensa es «She» de apenas cuatro minutos. 
La portada del álbum fue fotografiada el 26 de octubre de 1974 por Bob Gruen. Si bien la portada muestra a Kiss con traje, el único miembro de la banda que tenía uno era Peter Criss. Los trajes que lucía el resto de la banda en la portada eran propiedad del mánager Bill Aucoin. La edición original en vinilo del álbum también tenía el logo de Kiss grabado alrededor de la imagen. La fotografía de la banda en la portada fue tomada en la esquina suroeste de la calle W23 y la Octava Avenida, mirando hacia el norte, en la ciudad de Nueva York. Una edición remasterizada de "Dressed to Kill" se lanzó en 1997.
Dressed To Kill llegó a la posición 32 del Billboard 200 —un puesto superior a los alcanzados por sus dos antecesores— y consiguió un disco de oro de la RIAA dos años después de su lanzamiento. Dos sencillos fueron extraídos del disco: «Rock and Roll All Nite» y «C'mon and Love Me»; el segundo no tuvo impacto en las listas, mientras que el primero se situó en la posición 68 del Billboard Hot 100 —la mejor para un sencillo del grupo hasta entonces—.

## Lista de canciones
| Lado 1 |                     |                           |               |          |  |
| N.º    | Título              | Escritor(es)              | Voz principal | Duración |  |
| 1.     | «Room Service»      | Paul Stanley              | Paul Stanley  | 3:14     |  |
| 2.     | «Two Timer»         | Gene Simmons              | Gene Simmons  | 2:58     |  |
| 3.     | «Ladies in Waiting» | Gene Simmons              | Gene Simmons  | 3:11     |  |
| 4.     | «Getaway»           | Ace Frehley               | Peter Criss   | 3:13     |  |
| 5.     | «Rock Bottom»       | Ace Frehley, Paul Stanley | Paul Stanley  | 4:06     |  |

| Lado 2 |                          |                               |               |          |  |
| N.º    | Título                   | Escritor(es)                  | Voz principal | Duración |  |
| 1.     | «C'mon And Love Me»      | Paul Stanley                  | Paul Stanley  | 3:11     |  |
| 2.     | «Anything for My Baby»   | Paul Stanley                  | Paul Stanley  | 3:05     |  |
| 3.     | «She»                    | Stephen Coronel, Gene Simmons | Gene Simmons  | 4:08     |  |
| 4.     | «Love Her All I Can»     | Paul Stanley                  | Paul Stanley  | 2:40     |  |
| 5.     | «Rock and Roll All Nite» | Gene Simmons, Paul Stanley    | Gene Simmons  | 3:10     |  |

## Personal
- Paul Stanley, líder vocal, guitarra rítmica, guitarra solista en «C'mon and love me» y coros.
- Gene Simmons, bajo, guitarra rítmica en «Ladies In Wainting», líder vocal y coros.
- Ace Frehley, guitarra solista y coros.
- Peter Criss, batería, voz líder, coros.

## Listas de éxitos
| Lista (1975)   | Posición | Semanas |
| -------------- | -------- | ------- |
| Canadá         | 26       |         |
| Estados Unidos | 32       | 29      |